# رون باورز
رون باورز (بالإنجليزية: Ron Powers)‏ هو كاتب سير وصحفي وكاتب أمريكي، ولد في 18 نوفمبر 1941 في هانيبال في الولايات المتحدة.